# Copidognathus bruuni
Copidognathus bruuni är en kvalsterart som beskrevs av Newell 1967. Copidognathus bruuni ingår i släktet Copidognathus och familjen Halacaridae. Inga underarter finns listade i Catalogue of Life.